# Condado de Bibb (Alabama)
El Condado de Bibb es un condado de Alabama, Estados Unidos. Tiene una superficie de 1622 km² y una población de 20 826 habitantes (según el censo de 2000). La sede de condado es Centreville.

## Historia
El Condado de Bibb se fundó en 1818.

## Geografía
Según la Oficina del Censo de los Estados Unidos el condado tiene un área total de 1622 km², de los cuales 1614 km² son de tierra y 8 km² de agua (0,49%).

### Principales autopistas
- U.S. Highway 82
- State Route 5
- State Route 25
- State Route 58
- State Route 219

### Condados adyacentes
- Condado de Jefferson (Alabama) - norte
- Condado de Shelby (Alabama) - noreste
- Condado de Chilton (Alabama) - sureste
- Condado de Perry (Alabama) - suroeste
- Condado de Hale (Alabama) - suroeste
- Condado de Tuscaloosa (Alabama) - noroeste

### Ciudades y pueblos
- Brent
- Centreville
- Woodstock
- Vance (parcialmente - Parte de Vance se encuentra en el Condado de Tuscaloosa)
- West Blocton
- Greenpond

## Demografía
| Población histórica Año Población ±% 1900 18 498 — 1910 22 791 +23.2 % 1920 23 144 +1.5 % 1930 20 780 −10.2 % 1940 20 155 −3.0 % 1950 17 987 −10.8 % 1960 14 357 −20.2 % 1970 13 812 −3.8 % 1980 15 723 +13.8 % 1990 16 576 +5.4 % 2000 20 826 +25.6 % |           |         |
| Población histórica |           |         |
| Año | Población | ±%      |
| 1900 | 18 498    | —       |
| 1910 | 22 791    | +23.2 % |
| 1920 | 23 144    | +1.5 %  |
| 1930 | 20 780    | −10.2 % |
| 1940 | 20 155    | −3.0 %  |
| 1950 | 17 987    | −10.8 % |
| 1960 | 14 357    | −20.2 % |
| 1970 | 13 812    | −3.8 %  |
| 1980 | 15 723    | +13.8 % |
| 1990 | 16 576    | +5.4 %  |
| 2000 | 20 826    | +25.6 % |